# Einsamkeit
Einsamkeit (с нем. — «одиночество») — второй студийный альбом швейцарской готик-метал-группы Lacrimosa. Выпущен в 1992 году лейблом Hall of Sermon.
Einsamkeit, как и дебютный Angst, выдержан в жанре дарквейв, однако в отличие от него в процессе записи альбома было решено использовать не только синтезатор, но и живые музыкальные инструменты, для чего были приглашены сессионные музыканты.
Идея обложки альбома принадлежит Тило Вольффу. Как и на предыдущем альбоме, обложка представляет собой чёрно-белый рисунок с арлекином в качестве центральной фигуры. Художником-оформителем снова стал Штелио Диамантопоулос, который также исполнил партии бас-гитары. В России «Einsamkeit» издан лейблом Irond по лицензии Hall of Sermon вместе с альбомом Angst в виде двойного диджипака в 2002 году. Мексиканское издание альбома, вышедшее в 2002 году, и аргентинское издание 2005 года содержат также трек «Ruin».
15 мая 2020 года на YouTube-канале Lacrimosa появилась песня «Einsamkeit 2020». Тило Вольфф сделал аранжировку для фортепиано оригинальной песни 1992 года и записал композицию, чтобы подбодрить слушателей, переживающих ограничения из-за пандемии COVID-19.

## Список композиций
Слова и музыка всех песен — Tilo Wolff.
| №  | Название                             | Перевод                      | Длительность |
| -- | ------------------------------------ | ---------------------------- | ------------ |
| 1. | «Tränen der Sehnsucht (Part I & II)» | Слёзы тоски (Часть I и II)   | 9:34         |
| 2. | «Reissende Blicke»                   | Раздирающие взгляды          | 10:33        |
| 3. | «Einsamkeit»                         | Одиночество                  | 5:07         |
| 4. | «Diener eines Geistes»               | Слуга призрака               | 6:38         |
| 5. | «Loblied auf die Zweisamkeit»        | Хвалебная песнь близости     | 9:39         |
| 6. | «Bresso»                             | Человек, посвящённый в тайну | 5:01         |

## Участники записи
Музыканты
- Тило Вольфф (нем. Tilo Wolff) — тексты, музыка, вокал, фортепиано, клавишные, синтезатор, акустические- и электро ударные
- Штелио Диамантопоулос (нем. Stelio Diamantopoulos) — бас-гитара
- Филиппе Алиот (нем. Philippe Alioth) — клавишные, мастеринг
- Роланд Талер (нем. Roland Thaler) — гитара
- Эрик Фантом (англ. Eric The Phantom) — скрипка

Обложка и буклет
- Тило Вольфф — концепция оформления
- Штелио Диамантопоулос — художник-оформитель
- Феликс Флаухер (нем. Felix Flaucher) — фотограф
- Студия Имаго (нем. Imago), Базель — разработка, реализация